# Francesc Nogueroles i Casas
Francesc Nogueroles i Casas   (Barcelona, 1918 - 8 de desembre de 2008) fou un ciclista català. Després de temptejar altres esports com el tennis i el futbol—va ser infantil del Barça—, es comprà la primera bicicleta el 1933 i s'inscrigué al Club Esport Ciclista de les Corts, on va fer les seves primeres competicions. El 1935 participà en la seva primera cursa i un any més tard trobà uns patrocinadors que l'ajudaren a participar en les Olimpíades Populars, però l'inici de la guerra civil espanyola va impedir aquesta competició.
El 1942 tornà al ciclisme i participà en tres curses, retrobant-se amb antics companys i joves promeses. Ja dins la categoria de veterans, el 1960 va participar en el Campionat d'Espanya de Veterans, celebrat a Polanco (Cantàbria), i els veterans catalans ocuparen la portada de tots els diaris de la regió pels seus èxits. El 1971 fundà l'Esport Ciclista de Veterans de Catalunya, que presidí fins a la seva mort.
Entre les seves fites destaca l'organització de la Gran Cursa Ciclista de les Corts, que any rere any ha servit per fer un homenatge als esportistes vinculats al món de la bicicleta. D'altra banda, ha estat vocal de la Federació Catalana de Ciclisme (1984-88) i membre de les associacions de la Federació Espanyola de Ciclisme durant aquest mateix període. Entre altres premis, ha rebut la Medalla i Diploma de la Federació Catalana de Ciclisme, la Medalla d'Or al Mèrit Esportiu de la Reial Federació Espanyola de Ciclisme i la Medalla d'Honor de la Volta per la Unió Esportiva de Sants. El 2006 va rebre la Medalla d'Honor de Barcelona.